# Bagerhat (zila)
Bagerhat (en bengalí: বাগেরহাট) es un zila o distrito de Bangladés que forma parte de la división de Khulna.
Comprende 9 upazilas en una superficie territorial de 3.256 km² : Bagerhat, Chitalmari, Fakirhat, Kachua, Mollahat, Mongla, Morrelganj, Rampal y Sarankhola.
La capital es la ciudad de Bagerhat.

## Upazilas con población en marzo de 2011[2]
- Bagerhat Sadar, 266 389
- Chitalmari, 138 810
- Fakirhat, 137 789
- Kachua, 97 011
- Mollahat, 130 878
- Mongla, 136 588
- Morrelganj, 294 576
- Rampal, 154 965
- Sharankhola, 119 084

## Demografía
Según estimación 2010 contaba con una población total de 1 681 809 habitantes.